# Amilcare Ponchielli
Amilcare Ponchielli (Paderno Fasolaro, Cremona, 31 de agosto de 1834 - Milán, 16 de enero de 1886) fue un compositor, maestro de capilla y profesor de música italiano, conocido actualmente por su ópera La Gioconda.

## Biografía
Amilcare Giuseppe Ponchielli nació en 1834 en la localidad de Paderno, en la provincia de Cremona, donde sus padres tenían un almacén. Comenzó sus estudios musicales con su padre, organista aficionado en la iglesia de su localidad, hasta que el interés que en él mostró el conde Giovanni Battista Jacini le permitió ingresar en 1843 en el conservatorio de Milán. Allí estudió piano y composición con Antonio Angeleri, Pietro Ray, Felice Frasi, Alberto Mazzucato y Lauro Rossi. En su periodo como estudiante compone su primera obra orquestal, Scena campestre, en 1851, y colabora con otros tres estudiantes (Antonio Cagnoni, Giuseppe Marcora y Angelo Cunio) en la composición de una opereta, Il sindaco babbeo, que se estrena en el Teatro di Santa Radegonda en 1851.
Tras graduarse en el conservatorio milanés el 4 de septiembre de 1854, se traslada a su región natal, a la ciudad de Cremona, donde obtiene en marzo de 1855 el cargo de organista en la iglesia de San Imerio y ejerce como sustituto de Ruggero Manna como maestro de capilla de la catedral y director musical del Teatro Comunale. En este periodo compone música para órgano y su primera ópera, I promessi sposi, que estrena con cierto éxito en la ciudad en 1856, aunque no consigue que se represente también en Milán. Tras el fallido intento de representar en Turín en 1858 su segunda ópera, Bertrando dal Bormio (que permanece inédita hasta la fecha), estrena en 1861 una nueva ópera en Cremona, La Savoiarda, con escaso éxito.
Acuciado por su precaria situación económica, Ponchielli acepta en 1861 el cargo de director musical de la banda de Piacenza, puesto en el que permanece 3 años, en los que compone música para la banda y estrena una nueva ópera en la ciudad, Roderico re dei Goti, que solo alcanza una representación. Insatisfecho por el poco éxito de sus obras teatrales, regresa a Cremona en 1874, tras la muerte de Ruggero Manna, estrenando allí varios ballets.
En 1865 decide optar al cargo de profesor de contrapunto y fuga en el conservatorio de Milán, pero pese a obtener el primer premio en el concurso, el cargo se le otorga a Franco Faccio, apoyado por el sector musical progresista, lo que le amargó profundamente. Este desagravio le causó simpatías entre el sector conservador, que contribuyó al éxito que el compositor obtiene en 1872 cuando reestrena en el teatro de La Scala su primera ópera, I promessi sposi, ampliada con un nuevo libreto obra de Emilio Praga.
En dicho reestreno, el papel femenino protagonista de Lucia Mondella fue interpretado por la soprano Teresina Brambilla. Ponchielli y Brambilla se casaron dos años después, el 16 de mayo de 1874. La pareja permaneció unida hasta la muerte del compositor, y tuvieron dos hijos, Annibale, nacido en 1877 y Giovanni en 1881, además de una hija, Amilcarina Gioconda, que nació en 1886, meses después de la muerte de su padre.
El éxito de público y crítica del estreno milanés de I promessi sposi hizo que el editor musical Giulio Ricordi, viendo en Ponchielli a un posible continuador de la tradición verdiana, le ofreció un contrato para componer una gran ópera que debía estrenarse en la Scala de Milán; se trataba de una adaptación del Corrado Wallenrod de Adam Mickiewicz que había elaborado el libretista Antonio Ghislanzoni con el título de I Lituani. Ponchielli sufrió durante la composición de la obra ante las exigencias de Ricordi y por ir recibiendo el libreto por etapas, sin conocer completamente el desarrollo de la trama. En ese tiempo, Ponchielli estrenó su ballet Le due gemelle en la Scala, así como el scherzo cómico Il parlatore eterno, estrenada en Lecco en 1873, así como una marcha fúnebre y una elegía fúnebre en memoria del escritor Alessandro Manzoni. El estreno de I Lituani tuvo lugar finalmente el 7 de marzo de 1874, con gran éxito de público.
En 1875 compone la cantata Omaggio a Donizetti con motivo del traslado de los restos del compositor a la basílica de Santa Maria Maggiore en Bérgamo. En 1876 estrena en la Scala el que será su mayor éxito, La Gioconda, con libreto de Arrigo Boito basado en el drama Angelo, tyran de Padoue de Victor Hugo. Pese al enorme éxito, el carácter dubitativo del compositor le llevó a realizar numerosas revisiones de la obra, hasta estrenar la versión definitiva en 1880. Esta ópera tiene una gran difusión en los teatros de la época y convierte a Ponchielli en el compositor contemporáneo de Verdi más importante hasta la llegada de los compositores de la Giovane Scuola.
Ponchielli pasa los siguientes años revisando obras anteriores y buscando argumentos para otras nuevas. Así, en 1877 estrena Lina, revisión de su anterior La savoiarda, cantada en esta ocasión por su esposa, que no gusta por estar alejada de los gustos del público de la época, inclinados hacia la gran ópera. Dos proyectos de nuevas óperas, Olga y I mori di Valenza, quedarán inconclusos, aunque en el caso de esta última, pudo ser concluida por Arturo Cadore y estrenada en Montecarlo en 1914.  Mejor éxito tiene con Il figliuol prodigo, estrenada en Milán en 1880, y considerada por algunos como su mejor obra desde el punto de vista musical, aunque no desde el punto de vista dramático.
Hacia 1880, Ponchielli se hace construir una villa en la ciudad de Lecco, próxima a la que construirá el también compositor Antonio Carlos Gomes. En 1880 obtiene por fin el puesto de profesor de composición en el conservatorio de Milán, donde tendrá como alumnos, entre otros, a Giacomo Puccini y Pietro Mascagni. En 1881 acepta también el puesto de maestro de capilla en la basílica de Santa Maria Maggiore de Bérgamo, componiendo varias obras religiosas.
En 1885 estrena su última ópera, Marion Delorme, basada en el drama homónimo de Victor Hugo, con la que trata de distanciarse de la gran ópera en busca de un ambiente más íntimo y con un tejido musical más homogéneo.
A principios de enero de 1886, el compositor enferma de pulmonía, que degeneró con rapidez y le condujo a la tumba el 12 de enero, con 51 años. Tras los funerales, fue enterrado en el Cementerio monumental de Milán.

## Posteridad
En 1950, su localidad natal, Paderno, cambia su denominación oficial por el de Paderno Ponchielli en su honor. También el Teatro Concordia de Piacenza cambia en 1907 su nombre por el de Teatro Ponchielli.
La Gioconda es la única de sus óperas que ha conseguido mantenerse en el repertorio de los teatros,  especialmente a partir de 1950. Especialmente célebre es el ballet de dicha ópera, conocido como Danza de las horas; fue utilizado en una de las partes de la película de animación Fantasía, de 1940, en la que es bailada por diversos animales.

## Estilo
Ponchielli vivió en un periodo en el que pocos compositores de su edad consiguieron imponerse en los teatros que se debatían entre el melodrama verdiana y el drama wagneriano. La influencia verdiana es evidente en su obra, aunque tiene un estilo elegiaco que le da un color propio, si bien ha sido acusada de truculenta. 
Aún conservando las características propias de la ópera italiana, en su obra es evidente una notable influencia de la gran ópera francesa, especialmente la de Meyerbeer: gran número de personajes, ballet y participación del coro. Su estilo influyó en los compositores posteriores del verismo. 

## Obras

### Óperas
| Título               | Libretista                                | Fecha de estreno        | Ciudad, teatro                   | Notas                                                                                    |
| -------------------- | ----------------------------------------- | ----------------------- | -------------------------------- | ---------------------------------------------------------------------------------------- |
| Il sindaco babbeo    | Giorgio Giachetti                         | 3 de marzo de 1851      | Milán, Teatro de Santa Radegonda | Compuesta en colaboración con Antonio Cagnoni, Giuseppe Marcora y Angelo Cunio.          |
| I promessi sposi     | Cesare Stradivari, Giuseppe Aglio y otros | 30 de agosto de 1856    | Cremona, Teatro Concordia        | Revisión con libreto de Emilio Praga: Milán, Teatro de La Scala, 5 de diciembre de 1872. |
| Bertrando dal Bormio | Filiberto Dalegno                         |                         |                                  | Inédita; estreno previsto en el Teatro Carignano de Turín en otoño de 1858 cancelado.    |
| La Savoiarda         | Francesco Guidi                           | 10 de enero de 1861     | Cremona, Teatro Concordia        | Revisión: Lina (1877)                                                                    |
| Roderico re dei Goti | Francesco Guidi                           | 26 de diciembre de 1863 | Piacenza, Teatro Municipale      |                                                                                          |
| Il parlatore eterno  | Antonio Ghislanzoni                       | 18 de octubre de 1873   | Lecco, Teatro Sociale            |                                                                                          |
| I Lituani            | Antonio Ghislanzoni                       | 7 de marzo de 1874      | Milán, Teatro de La Scala        |                                                                                          |
| La Gioconda          | Arrigo Boito                              | 8 de abril de 1876      | Milán, Teatro de La Scala        | Varias revisiones; versión definitiva: 12 de febrero de 1880, Milán.                     |
| Lina                 | Francesco Guidi y Carlo D'Ormeville       | 17 de noviembre de 1877 | Milán, Teatro Dal Verme          | Revisión de La Savoiarda                                                                 |
| Il figliuol prodigo  | Angelo Zanardini                          | 26 de diciembre de 1880 | Milán, Teatro de La Scala        |                                                                                          |
| Marion Delorme       | Enrico Golisciani                         | 17 de marzo de 1885     | Milán, Teatro de La Scala        |                                                                                          |
| I mori di Valenza    | Antonio Ghislanzoni                       | 17 de marzo de 1914     | Montecarlo, Théâtre du Casino    | Compuesta en 1873, inacabada; concluida para el estreno por Arturo Cadore.               |

### Ballets
| Título                               | Libretista/Coreógrafo | Fecha de estreno       | Ciudad, teatro            |
| ------------------------------------ | --------------------- | ---------------------- | ------------------------- |
| La Grisetta                          | Martinelli            | 2/3 de febrero de 1865 | Cremona, Teatro Concordia |
| Orsowa ossia Il genio della montagna | E. Barracani          | 10 de febrero de 1871  | Cremona, Teatro Concordia |
| Le due gemelle                       | Girolamo Pallerini    | 4 de febrero de 1873   | Milán, Teatro de La Scala |
| Clarina                              |                       | Septiembre de 1873     | Milán, Teatro Dal Verme   |

### Música religiosa
- Misa (18829
- Magnificat (1882)
- Miserere (1883)

### Cantatas
- Dante, 1865
- Omaggio a Donizetti (Homenaje a Donizetti), 1875
- Cantata para el monumento a Manzoni, 1883
- Cantata para el Papa Gregorio VII, 1885

### Música vocal
- Romanzas para voz solista y piano
- Il pellegrino, il trovatore e il cavaliere, nocturnino para tres voces y piano

### Música instrumental
- Scena campestre, sinfonía (1852)
- Fantasía militar para banda (1873)